# كانيون
كانيون (بالإنجليزية: Canyon, Texas)‏ هي مدينة تقع بولاية تكساس في شمال شرق الولايات المتحدة. تبلغ مساحة هذه المدينة 12.82 (كم²)، وترتفع عن سطح البحر م، بلغ عدد سكانها 13303 نسمة في عام 2010 حسب إحصاء مكتب تعداد الولايات المتحدة .

## التركيبة السكانية
حدّد مكتب تعداد الولايات المتحدة بيانات التركيبة السكانية لكانيون في تعداد الولايات المتحدة. في ما يلي، التركيبة السكانية حسب تعدادي 2000 و2010.

### تعداد عام 2000
بلغ عدد سكان كانيون 12,875 نسمة بحسب تعداد عام 2000، وبلغ عدد الأسر 4,802 أسرة وعدد العائلات 2,926 عائلة مقيمة في المدينة. في حين سجلت الكثافة السكانية 631.1 نسمة لكل كيلومتر مربع (1,634.5/ميل2). وبلغ عدد الوحدات السكنية 5,091 وحدة بمتوسط كثافة قدره 249.6 لكل كيلومتر مربع (646.5/ميل2).
وتوزع التركيب العرقي للمدينة بنسبة 88.33% من البيض و1.92% من الأمريكيين الأفارقة و0.54% من الأمريكيين الأصليين و2.05% من الأمريكيين ذوي الأصول الآسيوية و0.04% من سكان جزر المحيط الهادئ و5.69% من الأعراق الأخرى و1.44% من عرقين مختلطين أو أكثر و10.73% من الهسبانيون أو اللاتينيون من أي عرق.
بلغ عدد الأسر 4,802 أسرة كانت نسبة 34.8% منها لديها أطفال تحت سن الثامنة عشر تعيش معهم، وبلغت نسبة الأزواج القاطنين مع بعضهم البعض 47.8% من أصل المجموع الكلي للأسر، ونسبة 10.8% من الأسر كان لديها معيلات من الإناث دون وجود شريك، بينما كانت نسبة 2.3% من الأسر لديها معيلون من الذكور دون وجود شريكة وكانت نسبة 39.1% من غير العائلات. تألفت نسبة 29.8% من أصل جميع الأسر من عدة أفراد يعيشون في نفس المنزل ونسبة 8.7% كانت تتألف من شخص يعيش بمفرده يبلغ من العمر 65 عاماً أو أكثر. وبلغ متوسط حجم الأسرة المعيشية 2.40، أما متوسط حجم العائلات فبلغ 3.05.
بلغ العمر الوسطي للسكان 25.4 عاماً. وكانت نسبة 23.7% من القاطنين تحت سن الثامنة عشر، وكانت نسبة 17% بين الثامنة عشر والرابعة والعشرين عاماً، ونسبة 24.6% كانت واقعةً في الفئة العمرية ما بين الخامسة والعشرين والرابعة والأربعين عاماً، ونسبة 15.2% كانت ما بين الخامسة والأربعين والرابعة والستين، ونسبة 8.9% كانت ضمن فئة الخامسة والستين عاماً فما فوق. يوجد لكل 100 أنثى 93.2 ذكر، ويوجد لكل 100 أنثى في الثامنة عشر من عمرها فما فوق 89.4 ذكر.
بلغ متوسط دخل الأسرة في المدينة 32,361 دولارًا، أما متوسط دخل العائلة فبلغ 46,250 دولارًا. وكان متوسط دخل الذكور 34,338 دولارًا مقابل 25,255 دولارًا للإناث. وسجل دخل الفرد الخاص بالمدينة 16,292 دولارًا. وكانت نسبة 8.1% من العائلات ونسبة 14.3% من السكان تحت خط الفقر، وكان من هؤلاء نسبة 10.6% تحت سن الثامنة عشر ونسبة 10.3% في الخامسة والستين من العمر وما فوق.

### تعداد عام 2010
بلغ عدد سكان كانيون 13,303 نسمة بحسب تعداد عام 2010، وبلغ عدد الأسر 5,185 أسرة وعدد العائلات 2,924 عائلة مقيمة في المدينة. في حين سجلت الكثافة السكانية 652.1 نسمة لكل كيلومتر مربع (1,688.9/ميل2). وبلغ عدد الوحدات السكنية 5,611 وحدة بمتوسط كثافة قدره 275 لكل كيلومتر مربع (712.2/ميل2).
وتوزع التركيب العرقي للمدينة بنسبة 88.48% من البيض و2.35% من الأمريكيين الأفارقة و0.68% من الأمريكيين الأصليين و1.75% من الأمريكيين ذوي الأصول الآسيوية و0.08% من سكان جزر المحيط الهادئ و4.68% من الأعراق الأخرى و1.98% من عرقين مختلطين أو أكثر و15.70% من الهسبانيون أو اللاتينيون من أي عرق.
بلغ عدد الأسر 5,185 أسرة كانت نسبة 29.6% منها لديها أطفال تحت سن الثامنة عشر تعيش معهم، وبلغت نسبة الأزواج القاطنين مع بعضهم البعض 42.5% من أصل المجموع الكلي للأسر، ونسبة 10.2% من الأسر كان لديها معيلات من الإناث دون وجود شريك، بينما كانت نسبة 3.6% من الأسر لديها معيلون من الذكور دون وجود شريكة وكانت نسبة 43.6% من غير العائلات. تألفت نسبة 31.8% من أصل جميع الأسر من عدة أفراد يعيشون في نفس المنزل ونسبة 8.9% كانت تتألف من شخص يعيش بمفرده يبلغ من العمر 65 عاماً أو أكثر. وبلغ متوسط حجم الأسرة المعيشية 2.32، أما متوسط حجم العائلات فبلغ 2.99.
بلغ العمر الوسطي للسكان 25.3 عاماً. وكانت نسبة 21.4% من القاطنين تحت سن الثامنة عشر، وكانت نسبة 28.1% بين الثامنة عشر والرابعة والعشرين عاماً، ونسبة 22.3% كانت واقعةً في الفئة العمرية ما بين الخامسة والعشرين والرابعة والأربعين عاماً، ونسبة 18.1% كانت ما بين الخامسة والأربعين والرابعة والستين، ونسبة 10.1% كانت ضمن فئة الخامسة والستين عاماً فما فوق. وتوزع التركيب الجنسي للسكان بنسبة 48% ذكور و52% إناث.

## أعلام
- دالتون بيل
- إسحاق موراليس
- جون أيرز

## وصلات خارجية
- canyon-tx.com
- The US50 - Cities and Towns in Texas State